# Chiesa di San Marziano (Carasco)
La chiesa di San Marziano è un luogo di culto cattolico situato nel comune di Carasco, in via Chiesa, nella città metropolitana di Genova. La chiesa è sede della parrocchia omonima del vicariato di Sturla e Graveglia della diocesi di Chiavari.

## Storia e descrizione

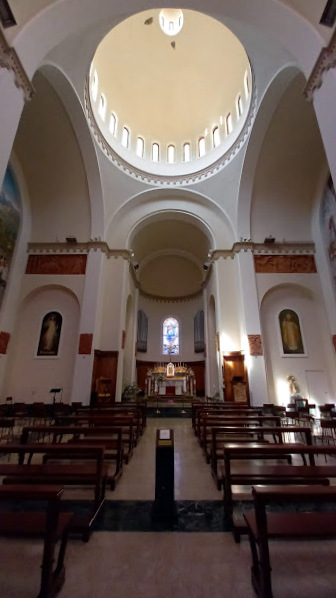
L'interno della chiesa

L'odierna struttura, sita adiacente il centro abitato cittadino ed intitolata a san Marziano di Tortona, è risalente al XVIII secolo e gli ultimi ampliamenti risalgono alla metà del XX secolo. La precedente struttura, eretta molto probabilmente nel XII secolo, fu costruita nei Piani di Carasco nelle vicinanze della confluenza dei torrenti Sturla e Lavagna.
Secondo alcune fonti la proprietà nell'anno 1000 ricadde nell'abbazia di San Colombano di Bobbio (PC) ed in seguito passò ai monaci Benedettini di Chiusa di San Michele (Sacra di San Michele) della diocesi di Torino.
Divenuta possedimento tramite donazione del pontefice Innocenzo IV - notevole esponente della famiglia Fieschi - questi la sottopose dal 1254 alla basilica fliscana di San Salvatore di Cogorno. Già assunto il titolo di Prioria, fu eletta a Rettoria nel Settecento e a Prevostura nel 1909 da monsignor Fortunato Vinelli, quest'ultimo primo vescovo della diocesi di Chiavari.

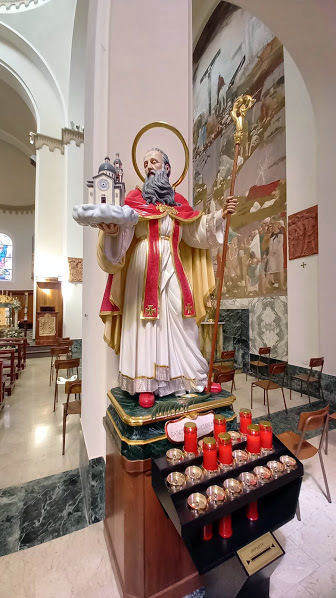
La statua del santo e particolare degli affreschi

A seguito delle violenti alluvioni dei due principali torrenti nel 1626 e nel 1664, che sovente devastarono la primitiva chiesa e l'abitato, si decise di erigere un nuovo edificio nei primi anni del XVIII secolo che ereditò pure il titolo parrocchiale.
Le ricorrenze religiose celebrate con particolare solennità sono l'8 dicembre per l'Immacolata Concezione della Beata Vergine Maria; il 9 dicembre nella ricorrenza di san Marziano di Tortona, titolare della chiesa; la terza domenica di giugno nella festa patronale in onore della Madonna Immacolata detta popolarmente "delle ciliegie" con processione per le vie del paese.